# لئوناردو بوتا
لئوناردو بوتا (انگلیسی: Leonardo Buta؛ زادهٔ ۵ ژوئن ۲۰۰۲) بازیکن فوتبال است.
وی همچنین در تیم‌های ملی فوتبال زیر ۱۷ سال پرتغال و زیر ۱۸ سال پرتغال بازی کرده‌است.

## دوران باشگاهی
لئوناردو بوتا پس از رشد در رده‌های جوانان و تیم دوم براگا، اولین بازی حرفه‌ای خود را برای این باشگاه در ۱۲ فوریه ۲۰۲۲ انجام داد و در دقیقه ۵۶ از پیروزی ۲–۱ خانگی در لیگ برتر فوتبال پرتغال مقابل باشگاه فوتبال پاسوژ د فریرا جایگزین برونو رودریگز شد.

## دوران ملی
بوتا یک ملی پوش جوان برای پرتغال است و در فصل ۲۰۱۹–۲۰۱۸ با تیم زیر ۱۷ سال بازی کرد.

## زندگی شخصی
لئوناردو در خانواده‌ای با تبار آنگولایی به دنیا آمد. وی برادر کوچک‌تر فوتبالیست حرفه‌ای آئورلیو بوتا است.